# Sudamericano de Rugby C 2015
El Sudamericano de Rugby C del 2015 fue la cuarta edición del torneo de selecciones afiliadas a Sudamérica Rugby (SAR) de la división C.
Este año se celebró en el Estadio Nacional Jorge “Mágico” González en la capital de El Salvador con la participación de 4 equipos, los mismos de la edición pasada y estuvo pendiente la incorporación de Honduras quien finalmente no se presentó. La organización estuvo a cargo de la unión de ese país.

## Equipos participantes
- Selección de rugby de Costa Rica (Los Guarias)
- Selección de rugby de El Salvador (Los Torogoces)
- Selección de rugby de Guatemala (Los Jaguares)
- Selección de rugby de Panamá (Diablos Rojos)

## Posiciones
| Pos. | Equipo      | Encuentros | Encuentros | Encuentros | Encuentros | Tantos  | Tantos    | Tantos     | Puntos |
| Pos. | Equipo      | jugados    | ganados    | empatados  | perdidos   | a favor | en contra | diferencia | Puntos |
| ---- | ----------- | ---------- | ---------- | ---------- | ---------- | ------- | --------- | ---------- | ------ |
| 1    | Guatemala   | 3          | 3          | 0          | 0          | 118     | 37        | + 81       | 9      |
| 2    | Costa Rica  | 3          | 2          | 0          | 1          | 136     | 36        | + 100      | 6      |
| 3    | El Salvador | 3          | 1          | 0          | 2          | 54      | 52        | + 2        | 3      |
| 4    | Panamá      | 3          | 0          | 0          | 3          | 15      | 198       | - 183      | 0      |

Nota: Se otorgan 3 puntos al equipo que gane un partido, 1 al que empate y 0 al que pierda
|  | Campeón y juega repechaje B/C frente a Ecuador |

## Resultados

### Primera fecha[6]
| 6 de diciembre | El Salvador | 32 - 0  | Panamá |  |  |
|                |             | Reporte |        |  |  |

| 6 de diciembre | Guatemala | 19 - 17 | Costa Rica |  |  |
|                |           | Reporte |            |  |  |

### Segunda fecha[7]
| 9 de diciembre | Guatemala | 73 - 12 | Panamá |  |  |

| 9 de diciembre | El Salvador | 14 - 26 | Costa Rica |  |  |
|                |             | Reporte |            |  |  |

### Tercera fecha[8]
| 12 de diciembre | Costa Rica | 93 - 3 | Panamá |  |  |

| 12 de diciembre | El Salvador | 8 - 26 | Guatemala |  |  |

| Bandera de Guatemala |
| Campeón Guatemala    |
| Primer título        |